# Isla Baja (San José)
La isla Baja (en inglés: Low Island) es una de las islas Malvinas. Se encuentra al oeste de la isla Gran Malvina, más precisamente al norte de la isla San José, junto a las islas Barclay y la Penn, en la bahía de la Plata.